# Riesenkauz

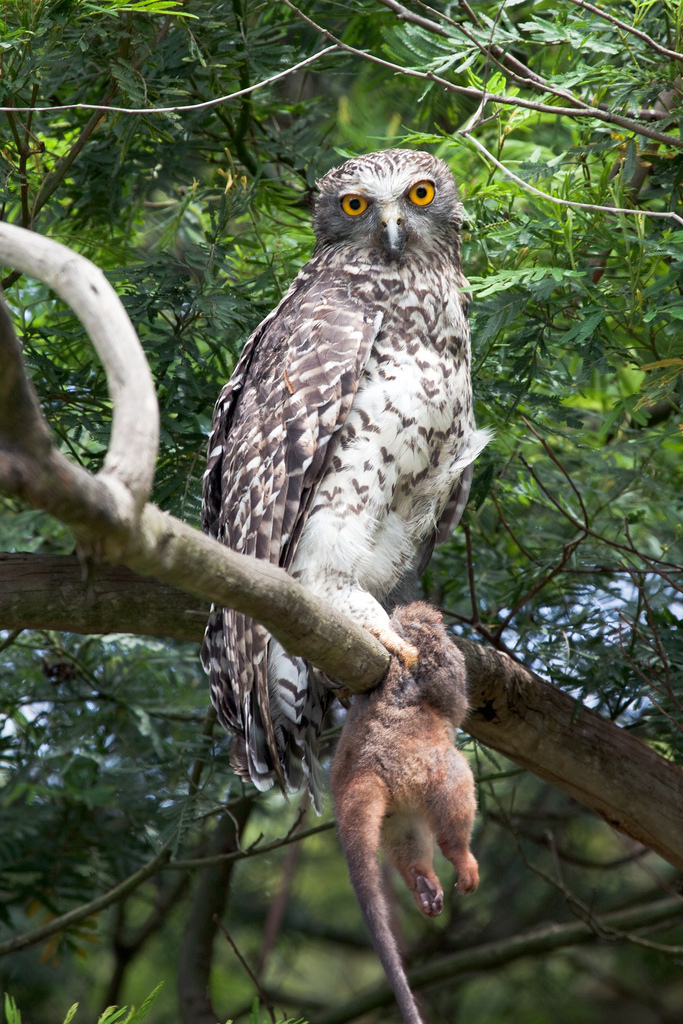
Riesenkauz mit Beutetier, Lane-Cove-Nationalpark, Sydney

Der Riesenkauz (Ninox strenua), auch als Großer Buschkauz bezeichnet, gehört in der Familie der Eigentlichen Eulen zur Gattung der Buschkäuze. Riesenkäuze leben hauptsächlich entlang der Küste im Südosten Australiens. Sie ernähren sich von kleineren Vögeln, Säugetieren und Insekten. Trotz der geringen Anzahl an Brutpaaren wird der Riesenkauz von der IUCN als nicht gefährdet angesehen. Riesenkäuze benötigen sehr große Reviere, die sie energisch gegen Artgenossen verteidigen. In Australien ist diese Eulenart zunehmend auch in den Randbereichen von Städten zu beobachten. Ihre Rufe sind ganzjährig vernehmbar.

## Merkmale
Riesenkäuze erreichen eine Körperlänge zwischen 56 und 60 Zentimeter. Auf den Schwanz entfallen dabei 35 bis 27 Zentimeter. Der Schnabel hat eine Länge von 3,1 bis 3,3 Zentimeter. Das Gewicht beträgt zwischen 1,5 und 1,7 Kilogramm. Es besteht kein auffälliger Geschlechtsdimorphismus. Männchen sind allerdings etwas größer als die Weibchen und auf der Körperoberseite gewöhnlich etwas dunkler gefärbt. Es wird außerdem für möglich gehalten, dass Riesenkäuze ein umso dunkleres Körpergefieder haben je älter sie sind.
Die Körperoberseite des Riesenkauzes ist dunkelbraun mit einer isabelfarbenen bis cremefarbenen Querbänderung. Die Brust und die Flanken sind weiß mit rotbraunen breit v-förmigen Flecken. Der Kopf ist braun, bei den meisten Individuen ist das Gefieder rund um die Augen dunkler als das übrige Kopfgefieder. Der Schwanz ist braun mit einer isabelfarbenen bis cremefarbenen Querbänderung. Die Läufe sind befiedert, die Zehen gelblich. Die Zehen haben eine unterschiedliche Länge. Die erste ist auffallend länger als die mittlere, die dritte Zehe ist die kürzeste. Der Schnabel ist grau.

## Lebensweise
Riesenkäuze leben als Einzelgänger, als Paar oder während der Brutzeit auch in Familiengruppen. Die Ehe hält bei ihnen normalerweise ein Leben lang. Sie sind nachtaktiv und schlafen tagsüber in großen, sicheren Bäumen. Es sind Standvögel, die als Paar ein Revier verteidigen. Die Reviergröße liegt bei etwa 1000 Hektar. Riesenkäuze wirken zwar wie gute und sichere Flieger, ihre Technik ist jedoch sehr langsam. Sie geben in der Brutzeit besonders auf ihr Nest acht. Wenn diese Zeit endet, dürfen auch andere Artgenossen in ihr Revier, doch es wird immer eine gewisse Distanz eingehalten. Riesenkäuze kommen nicht auf den Boden und finden ihre Beutetiere allein in den Baumkronen. Sie fressen überwiegend Possums. In einigen Regionen des Verbreitungsgebietes machen auch kleinere Vögel einen Teil der Nahrung aus.
Die Fortpflanzungszeit fällt in den Zeitraum von März bis September. Gebrütet wird normalerweise in großen Baumhöhlen. Es brütet allein das Weibchen. Das Männchen bringt allerdings Futter zum Nest, so dass Weibchen während der Fortpflanzungszeit nur selten auf die Jagd gehen.

## Etymologie und Forschungsgeschichte
John Gould beschrieb diese Eule unter dem Namen Athene ? strenua. Das Typusexemplar zur Beschreibung stammte aus New South Wales. Im Jahr 1837 führte Brian Houghton Hodgson die neue Gattung Ninox für Ninox nipalensis ein, welche heute als Synonym für eine Unterart des Falkenkauzes (Ninox scutulata lugubris) (Tickell, 1833) steht. Der Riesenkauz wurde dieser Gattung erst später zugeschlagen. Sein Name setzt sich aus dem griechischen »Nisos, Νῖσος« für »Falke« und dem lateinischen »noctua« für »Eule, geweiht nach der römischen Göttin Minerva« zusammen. In der griechischen Mythologie verwandelte sich Nisos, der König von Megara, in einen Falken. Das Artepitheton »strenua« stammt vom lateinischen »ruhelos, lebhaft« ab.

## Trivia
Der Große Gleithörnchenbeutler, für den Riesenkauz ein wichtiges Beutetier, zeigt noch in einer Entfernung von einem Kilometer heftige Reaktionen auf die Rufe des Riesenkauzes. Die Gleithörnchenbeutler nähern sich gewöhnlich dem Standort, von dem aus gerufen wird. Ihr Verhalten wird dahingehend gedeutet, dass sie auf diese Eulenart mit deutlichem Hassen reagieren.